# Gnathium longicolle
Gnathium longicolle är en skalbaggsart som beskrevs av Leconte 1858. Gnathium longicolle ingår i släktet Gnathium och familjen oljebaggar. Inga underarter finns listade i Catalogue of Life.